# Mühltroff
Mühltroff is een ortsteil van de stad Pausa-Mühltroff in de Duitse deelstaat Saksen. Op 1 januari 2013 werd de tot dan toe kleinste zelfstandige stad van Saksen opgenomen in de stad Pausa-Mühltroff.